# Pentamera pediparva
Pentamera pediparva is een zeekomkommer uit de familie Phyllophoridae.
De wetenschappelijke naam van de soort werd in 1998 gepubliceerd door Philip Lambert.